# Lista de jogos eletrónicos desenvolvidos em Portugal
Lista de jogos eletrónicos desenvolvidos de forma total ou parcialmente em Portugal.
| Título                                                      | Produtora                              | Editora                                      | Ano  | Plataformas                                                                                 |
| ----------------------------------------------------------- | -------------------------------------- | -------------------------------------------- | ---- | ------------------------------------------------------------------------------------------- |
| 4D Maze                                                     | Zé Oliveira                            | ZarSoft                                      | 1984 | ZX Spectrum                                                                                 |
| 4 em Linha                                                  | Paulo Ferreira e Rui Ferreira          |                                              | 1990 | MS-DOS                                                                                      |
| 8 Ball Pool                                                 | Miniclip Portugal                      | Miniclip                                     | 2010 | Facebook, iOS e Android                                                                     |
| 8 Ball Pool: Trickshots                                     | Miniclip Portugal                      | Miniclip                                     | 2019 | iOS e Android                                                                               |
| A Demon's Game: Episode 1                                   | RP Studios                             |                                              | 2017 | Windows, MacOS e Linux                                                                      |
| ABC Stop                                                    | Yucca Studios                          |                                              | 2013 | Facebook, iOS e Android                                                                     |
| Agar.io                                                     | Miniclip Portugal                      | Miniclip                                     | 2015 | iOS e Android                                                                               |
| Alentejo: Tinto's Law                                       | Loading Studios                        | Teknamic Software                            | 2024 | Game Boy, Navegador web                                                                     |
| Agent Klutz                                                 | Not a Game Studio                      |                                              | 2020 | Windows                                                                                     |
| Ashes                                                       | WindLimit Studios                      |                                              | 2018 | Windows                                                                                     |
| ARC SEED                                                    | Massive Galaxy Studios                 |                                              | TBA  | Windows                                                                                     |
| ARcade Sports                                               | ONTOP                                  |                                              | 2023 | iOS e Android                                                                               |
| Alekhine’s Gun                                              | Bigmoon Entertainment                  | Maximum Games                                | 2016 | PlayStation 4 e Xbox One                                                                    |
| Alien Evolution                                             | Marco Paulo Carrasco e Rui Manuel Tito | Gremlin Graphics Software                    | 1987 | ZX Spectrum                                                                                 |
| A Walk in the Dark                                          | Flying Turtle Software                 |                                              | 2012 | Xbox One e Windows                                                                          |
| Astro Empires                                               | Cybertopia Studios                     |                                              | 2006 | Android e Browser                                                                           |
| Beers And Boomerangs                                        | Witty Platypus                         | Spelkollektivet                              | 2022 | Windows e Oculus Quest                                                                      |
| Back Then                                                   | Outriders Studio                       |                                              | 2020 | PlayStation 4, PlayStation VR, Windows, MacOS e Linux                                       |
| Bala                                                        | Zé Oliveira                            | ZarSoft                                      | 1982 | Sinclair ZX81                                                                               |
| Beneath                                                     | Camel101                               |                                              | TBA  | PlayStation 5, Xbox Series X e Series S e Windows                                           |
| Between Me and The Night                                    | RainDance LX                           |                                              | 2016 | Windows e MacOS                                                                             |
| Billabong Surf Trip                                         | Biodroid                               | Chillingo                                    | 2010 | iOS e Android                                                                               |
| BOOM42                                                      | Tomás Franco                           |                                              | TBA  | Windows                                                                                     |
| Bomb Express                                                | dJomba                                 |                                              | 2010 | Facebook                                                                                    |
| Brum-Brum                                                   | Pedro Brito E. Cunha                   |                                              | 1984 | ZX Spectrum                                                                                 |
| Buck Up And Drive!                                          | Fábio Fontes                           |                                              | 2022 | Windows e Linux                                                                             |
| Call of Cthulhu                                             | Bigmoon Entertainment                  | Saber Interactive, Focus Home                | 2019 | Nintendo Switch                                                                             |
| Carrom Pool                                                 | Miniclip Portugal                      | Miniclip                                     | 2018 | iOS e Android                                                                               |
| Chess Clash                                                 | Miniclip Portugal                      | Miniclip                                     | 2021 | iOS e Android                                                                               |
| Checkers Clash                                              | Miniclip Portugal                      | Miniclip                                     | 2022 | iOS e Android                                                                               |
| City Connection                                             | Manuel Lemos                           |                                              | 1988 | ZX Spectrum                                                                                 |
| City On                                                     | Biodroid                               |                                              | 2011 | Browser                                                                                     |
| CLT                                                         | Not A Game Studio                      |                                              | 2021 | Windows                                                                                     |
| Corridas de Caracóis                                        | Pedro Osório                           |                                              | 1986 | ZX Spectrum                                                                                 |
| Corpus Edax                                                 | Luis G. Bento                          |                                              | 2023 | Windows                                                                                     |
| Cristiano Ronaldo Freestyle                                 | Biodroid                               | Iceberg Interactive                          | 2012 | Windows, MacOS, iOS e Android                                                               |
| Crysis Remastered Trilogy                                   | Saber Porto                            | Saber Interactive, Crytek                    | 2021 | PlayStation 4, Xbox One e Windows                                                           |
| Decay of Logos                                              | Amplify Creations                      | Rising Star Games                            | 2019 | Nintendo Switch, PlayStation 4, Xbox One e Windows                                          |
| Dakar 18                                                    | Bigmoon Entertainment                  | Bigmoon Entertainment, Koch Media            | 2018 | PlayStation 4, Xbox One e Windows                                                           |
| Dakar Desert Rally                                          | Saber Porto                            | Saber Interactive                            | 2022 | PlayStation 5, PlayStation 4, Xbox Series X e Series S, Xbox One e Windows                  |
| Defentron                                                   | Planetfall Studios                     | ZeroUno Games                                | 2020 | Nintendo Switch e Windows                                                                   |
| Demons Age                                                  | Bigmoon Entertainment                  | Bigmoon Entertainment                        | 2017 | PlayStation 4, Xbox One e Windows                                                           |
| Demon Spore                                                 | DinoBoss                               |                                              | 2023 | Windows                                                                                     |
| Deus Ex Machina 2                                           | Quirkafleeg                            | Automata                                     | 2015 | MacOS e Windows                                                                             |
| Diep.io Mobile                                              | Miniclip Portugal                      | Miniclip                                     | 2016 | iOS e Android                                                                               |
| Dune Awakening                                              | Funcom                                 |                                              | TBA  | PlayStation 5, PlayStation 4, Xbox Series X e Series S e Windows                            |
| Elifoot                                                     | André Elias                            |                                              | 1987 | Windows, iOS, Android, DOS e ZX Spectrum                                                    |
| Emitters - Drone Invasions                                  | Mickael Morgado                        |                                              | 2018 | Windows e Linux                                                                             |
| Energy Town                                                 | Yucca Studios                          |                                              | 2014 | Android e iOS                                                                               |
| Evil Bellow                                                 | Fire Raven Studios                     | Gammera Nest                                 | 2022 | PlayStation 4, Windows, MacOS e Linux                                                       |
| Exophobia                                                   | Zarc Attack                            | PM Studios                                   | 2024 | Nintendo Switch, PlayStation 5, PlayStation 4, Xbox Series X e Series S, Xbox One e Windows |
| Fabledom                                                    | Grenaa Games                           | Dear Villagers                               | 2023 | Windows                                                                                     |
| Falcao vs Aliens                                            | Wingz Studio                           | Marmalade Play                               | 2014 | Android e iOS                                                                               |
| Fangz                                                       | Game Whizzes                           |                                              | 2013 | Android, iOS, BlackBerry 10 e BlackBerry PlayBook OS                                        |
| For The Warp                                                | Massive Galaxy Studios                 |                                              | 2022 | Nintendo Switch e Windows                                                                   |
| FlatOut 4: Total Insanity                                   | Bigmoon Entertainment                  | Kylotonn, Bigben Interactive, Strategy First | 2017 | PlayStation 4 e Xbox One                                                                    |
| Floribella                                                  | Move Interactive                       |                                              | 2007 | Windows                                                                                     |
| Fragger                                                     | Miniclip Portugal                      | Miniclip                                     | 2010 | Android, iOS                                                                                |
| Freecell Solitaire                                          | Vertical Reach                         |                                              | 2019 | Nintendo Switch                                                                             |
| Ganbatte                                                    | Mimicry                                |                                              | 2018 | Windows e Oculus Quest                                                                      |
| Gambys                                                      | Viagem Interactive                     | Potidata                                     | 1995 | DOS                                                                                         |
| Ghost Hitch                                                 | PlayHouse Games                        |                                              | 2016 | Windows e Android                                                                           |
| Gladihaters                                                 | Adam Interactive                       |                                              | 2022 | Windows                                                                                     |
| Godz                                                        | Yucca Studios                          |                                              | 2012 | Facebook                                                                                    |
| Good Luck!                                                  | António Carlos Mateus                  | Top Ten Software                             | 1985 | ZX Spectrum                                                                                 |
| Guess What!                                                 | DreamStudios                           |                                              | 2015 | Android                                                                                     |
| Genio                                                       | Vítor Monteiro                         |                                              | 1990 | DOS                                                                                         |
| Gravity Guy                                                 | Miniclip Portugal                      | Miniclip                                     | 2010 | Windows, Android, iOS, MeeGo, Symbian OS eWindows Phone                                     |
| Greedy Guns                                                 | Tio Atum                               |                                              | 2014 | Windows, MacOS e Linux                                                                      |
| Halls of Darkness                                           | Unspeakable Studios                    |                                              | 2015 | Android                                                                                     |
| Highlander                                                  | Zé Oliveira                            | ZarSoft                                      | 1990 | AOS/VS                                                                                      |
| Hockey Stars                                                | Miniclip Portugal                      | Miniclip                                     | 2016 | iOS e Android                                                                               |
| Hordecore                                                   | Digitality Games                       | META Publishing                              | 2022 | Windows                                                                                     |
| Hush                                                        | Game Studio 78                         |                                              | 2015 | PlayStation 4, Xbox One, Wii U e Windows                                                    |
| Hysteria Hospital: Emergency Ward                           | GameInvest e Camel Entertainment       | Oxygen Games                                 | 2009 | Nintendo DS, Wii e Windows                                                                  |
| Inspector Zé e Robot Palhaço em Crime no Hotel Lisboa       | Nerd Monkeys                           |                                              | 2013 | Windows, MacOS e Linux                                                                      |
| Inspector Zé e Robot Palhaço em o Assassino do Intercidades | Nerd Monkeys                           |                                              | 2018 | Windows, MacOS e Linux                                                                      |
| Into A Dream                                                | Filipe F. Thomaz                       | Top Hat Studios                              | 2020 | Nintendo Switch, PlayStation 4, Windows, MacOS e Linux                                      |
| Jagged Alliance: Back in Action                             | Bigmoon Entertainment                  | bitComposer Entertainment                    | 2014 | Mac, Linux                                                                                  |
| JIM                                                         | Zé Oliveira                            | ZarSoft                                      | 1983 | ZX Spectrum                                                                                 |
| Jogos de Vício                                              | Ricardo Santos                         |                                              | 1990 | MS-DOS                                                                                      |
| Johnny Scraps: Clash of Dimensions                          | Immersive Douro                        |                                              | 2014 | iOS, Android, Ouya e Windows Phone                                                          |
| Johnny Scraps: Tap & Slash                                  | Immersive Douro                        |                                              | 2014 | iOS, Android e Windows Phone                                                                |
| Keep The Keep                                               | Tusk Games Studio                      |                                              | 2021 | iOS e Android                                                                               |
| KEO                                                         | Redcatpig                              |                                              | 2021 | PlayStation 4 e Windows                                                                     |
| Kiwaka                                                      | Landka                                 |                                              | 2013 | iOS, MacOS e tvOS                                                                           |
| LABO                                                        | Rui Jorge dos Santos Curado            |                                              | 1990 | MS-DOS                                                                                      |
| Labirinto 2D                                                | Zé Oliveira                            | ZarSoft                                      | 1986 | AOS/VS                                                                                      |
| Lakeside                                                    | Massive Galaxy Studios                 |                                              | 2022 | Windows                                                                                     |
| Laser                                                       | Zé Oliveira                            | ZarSoft                                      | 1982 | Sinclair ZX81                                                                               |
| Lichdom: Battlemage                                         | Bigmoon Entertainment                  | Maximum Games                                | 2016 | PlayStation 4 e Xbox One                                                                    |
| Ludo Party                                                  | Miniclip Portugal                      | Miniclip                                     | 2020 | iOS e Android                                                                               |
| Let's Play Pet Hospitals                                    | Biodroid                               | Deep Silver                                  | 2008 | Nintendo DS e Windows                                                                       |
| Lex Ferrum                                                  | YDreams e Blueshark Studio             | YDreams                                      | 2001 | N-Gage                                                                                      |
| Little Goody Two Shoes                                      | AstralShiftPro                         | Square Enix Collective                       | 2023 | Nintendo Switch e Windows                                                                   |
| Lords of the Black Sun                                      | Arkavi Studios                         | Iceberg Interactive                          | 2013 | Windows                                                                                     |
| Mad in Ca$hcais                                             | Virgílio e João                        |                                              | 1986 | ZX Spectrum                                                                                 |
| Massive Galaxy                                              | Massive Galaxy Studios                 |                                              | TBA  | Windows                                                                                     |
| Matrecos                                                    | Luís Filipe Cerdeira da Silva          |                                              | 1990 | MS-DOS                                                                                      |
| MegaRamp: Skate Rivals                                      | Biodroid                               |                                              | 2014 | iOS, Android e Windows Phone                                                                |
| MegaRamp: The Game                                          | Biodroid                               |                                              | 2012 | iOS, Android                                                                                |
| Megatron                                                    | Marco Paulo Carrasco                   | Wizard Software                              | 1984 | ZX Spectrum                                                                                 |
| Miffy’s World                                               | Biodroid                               |                                              | 2010 | Windows, Nintendo Wii e Nintendo DS                                                         |
| Mine Base                                                   | CodeRunners                            |                                              | 2012 | iOS, Android, BlackBerry 10 e BlackBerry PlayBook OS                                        |
| Minefield                                                   | Vertical Reach                         |                                              | 2019 | Nintendo Switch                                                                             |
| Moche Surf Series                                           | Biodroid                               |                                              | 2016 | iOS e Android                                                                               |
| Moon Defenders                                              | Marco Paulo Carrasco                   | Wizard Software                              | 1984 | ZX Spectrum                                                                                 |
| MotoGP 13                                                   | Bigmoon Entertainment                  | Milestone                                    | 2013 | PS3, Xbox 360                                                                               |
| Motos-Luz                                                   | João Montenegro e Zé Oliveira          | Montsoft e Zarsoft                           | 1987 | AOS/VS e MS-DOS                                                                             |
| Mr. Gulp                                                    | Marco Paulo Carrasco                   | Wizard Software                              | 1984 | ZX Spectrum                                                                                 |
| Munin                                                       | Gojira                                 | Daedalic Entertainment                       | 2014 | Windows, MacOS e iOS                                                                        |
| Nave                                                        | Laurindo Sobrinho e Lúcio Quintal      |                                              | 1990 | ZX Spectrum                                                                                 |
| Neighbors from Hell                                         | Bigmoon Entertainment                  | THQ Nordic                                   | 2017 | Windows, MacOS, Linux, iOS e Android                                                        |
| Neighbours from Hell 2: On Vacation                         | Bigmoon Entertainment                  | THQ Nordic                                   | 2017 | MacOS, iOS e Android                                                                        |
| Nemithia                                                    | Nuno "Omega Leo" Diogo                 |                                              | TBA  | Xbox Series X e Series S, Windows e Linux                                                   |
| Nightslink                                                  | Noiseminded                            |                                              | 2021 | Windows                                                                                     |
| Nomad Rocks                                                 | Criamagin                              |                                              | 2020 | iOS                                                                                         |
| North & South: The Game                                     | Bigmoon Entertainment                  | bitComposer Entertainment                    | 2012 | Windows, iOS e Android                                                                      |
| NV Runners                                                  | Biodroid                               |                                              | 2015 | iOS                                                                                         |
| Oirbo                                                       | ImaginationOverflow                    |                                              | TBA  | Windows, MacOS e Linux                                                                      |
| Orczz                                                       | Camel 101                              |                                              | 211  | iOS e Android                                                                               |
| Orion's Belt                                                | ISEL                                   |                                              | 2007 | Browser                                                                                     |
| Out of Line                                                 | Nerd Monkeys                           | Hatinh Interactive                           | 2021 | Nintendo Switch, PlayStation 4, Xbox One e Windows                                          |
| Outsider: After Life                                        | Once a Bird                            |                                              | 2021 | Windows                                                                                     |
| Package Inc.                                                | Infinity Games                         |                                              | 2020 | Nintendo Switch, iOS e Android                                                              |
| Paradise Café                                               | Damatta                                |                                              | 1985 | ZX Spectrum                                                                                 |
| Pax Nova                                                    | GreyWolf Entertainment                 | Iceberg Interactive                          | 2020 | Windows                                                                                     |
| Pecanimosa - A Pixel Noir Game                              | Cereal Games                           |                                              | 2021 | Nintendo Switch, PlayStation 4, Xbox One, Windows, MacOS e Linux                            |
| Planeta BES                                                 | Biodroid                               |                                              | 2010 | Browser                                                                                     |
| Planetarium Manager                                         | Planetarium Games                      |                                              | 2002 | Browser                                                                                     |
| Play for Peace                                              | Nuno Miguel Almeida                    |                                              | 1988 | ZX Spectrum                                                                                 |
| PinballYeah!                                                | CodeRunners                            | Interplay                                    | 2010 | Windows, MacOS, iOS e Android                                                               |
| Pocket Mirror - GoldenerTraum                               | AstralShiftPro e VisuStella            | KOMODO                                       | 2023 | Windows                                                                                     |
| Poker                                                       | Zé Oliveira                            | ZarSoft                                      | 1984 | MS-DOS e ZX Spectrum                                                                        |
| Police Simulator: Patrol Duty                               | Bigmoon Entertainment                  | Astragon Entertainment                       | 2019 | Windows                                                                                     |
| Popota Superstar                                            | Biodroid                               |                                              | 2014 |                                                                                             |
| Portugal 1111: A Conquista de Soure                         | Ciberbit                               |                                              | 2004 | Windows                                                                                     |
| Project Haven                                               | Foresight Games                        |                                              | 2023 | Windows                                                                                     |
| Puzzles                                                     | Manuel e Nuno Albuquerque              |                                              | 1988 | ZX Spectrum                                                                                 |
| Puzzles1                                                    | Zé Oliveira                            | ZarSoft                                      | 1988 | MS-DOS                                                                                      |
| Puzzles2                                                    | Zé Oliveira                            | ZarSoft                                      | 1988 | AOS/VS                                                                                      |
| Puzzles3                                                    | Zé Oliveira                            | ZarSoft                                      | 1993 | MS-DOS                                                                                      |
| Quest of Dungeons                                           | Upfall Studios                         |                                              | 2014 | Nintendo Switch, Xbox One, Nintendo 3DS, Windows, MacOS, Linux, iOS e Android               |
| R3: Ridiculous Road Racing                                  | Seed Studios                           |                                              | 2011 | iOS                                                                                         |
| Rabbit’s Tale                                               | Golden Bug Studios                     |                                              | 2023 | Windows                                                                                     |
| Railways: Train Simulator                                   | Infinity Games                         | Nerd Monkeys                                 | 2023 | Nintendo Switch, Android e Windows                                                          |
| Ricochet                                                    | António Carlos Braga Morais Mateus     |                                              | 1989 | ZX Spectrum                                                                                 |
| Rushaway                                                    | Ninestudios                            |                                              | 2023 | Windows e Linux                                                                             |
| Rural Value                                                 | Biodroid                               |                                              | 2011 | Facebook                                                                                    |
| Sea of Roses                                                | Crescent Tea Studios                   | Jennifer Ann's Group                         | 2021 | Windows, MacOS e Linux                                                                      |
| Sex Crime                                                   | Paulo Jacob e Miguel França            |                                              | 1985 | ZX Spectrum                                                                                 |
| Slide Tap Pop                                               | CodeRunners                            |                                              | 2013 | Windows, MacOS, iOS, Android, BlackBerry 10, BlackBerry PlayBook OS e Ouya                  |
| SGC - Short Games Collection #1                             | Nerd Monkeys                           |                                              | 2021 | Nintendo Switch                                                                             |
| Shrooms                                                     | Immersive Douro                        |                                              | 2015 | Windows e Linux                                                                             |
| Smash IT! Adventures                                        | Bica Studios                           | Thumbstar Games                              | 2014 | iOS e Android                                                                               |
| Smithy Shop                                                 | Nerd Monkeys                           |                                              | TBA  | Windows                                                                                     |
| Snaliens                                                    | João Ferreira                          |                                              | 2020 | Windows, Linux e Android                                                                    |
| Soccer Stars                                                | Miniclip Portugal                      | Miniclip                                     | 2014 | iOS e Android                                                                               |
| Solitaire Mystery                                           | Volt Games                             | Merry Realm                                  | 2022 | iOS e Android                                                                               |
| Spaceship                                                   | Zé Oliveira                            | ZarSoft                                      | 1984 | ZX Spectrum                                                                                 |
| Spoogame                                                    | Jorge Gomes Fonseca                    |                                              | 1990 | MS-DOS                                                                                      |
| Starkly                                                     | Zé Oliveira                            | ZarSoft                                      | 2017 | Browser                                                                                     |
| Slinki                                                      | Titan Forged Games                     |                                              | 2015 | Nintendo Switch, Windows e Linux                                                            |
| Stellar Interface                                           | ImaginationOverflow                    |                                              | 2016 | Nintendo Switch, Xbox One, Windows, MacOS e Linux                                           |
| Strikers Edge                                               | Fun Punch Games                        | Dear Villagers                               | 2018 | PlayStation 4, Windows e MacOS                                                              |
| StringZ                                                     | Wingz Studio                           |                                              | 2012 | iOS e MacOS                                                                                 |
| Sudoku for Kids                                             | Seed Studios                           | Individual Software                          | 2007 | Nintendo DS                                                                                 |
| Sudoku Zenkai                                               | ImaginationOverflow                    |                                              | 2018 | Nintendo Switch, Windows, MacOS, Linux e Android                                            |
| Super Sorrisos                                              | Biodroid                               |                                              | 2009 | Browser                                                                                     |
| Survival Ball                                               | Rockbyte Software                      |                                              | 2018 | Windows e MacOS                                                                             |
| Syndrome                                                    | Camel101                               | Bigmoon Entertainment                        | 2018 | PlayStation 4, Xbox One e Windows                                                           |
| Talewind                                                    | WindLimit Studios                      |                                              | 2016 | Windows                                                                                     |
| Talismã                                                     | José Antunes e Moutinho Pereira        |                                              | 1987 | ZX Spectrum                                                                                 |
| Tanks Meets Zombies                                         | Titan Forged Games                     |                                              | 2018 | Nintendo Switch e Windows                                                                   |
| Tangrams Deluxe                                             | Vertical Reach                         |                                              | 2017 | Nintendo Switch, Windows e MacOS                                                            |
| The Perfect Wedding                                         | Glamour Games                          |                                              | 2010 | Facebook                                                                                    |
| Timepunk                                                    | Aden Interactive                       |                                              | 2024 | Windows                                                                                     |
| Top Golf                                                    | Miniclip Portugal                      | Miniclip                                     | 2019 | iOS e Android                                                                               |
| The Activision Decathlon                                    | Biodroid                               | Activision e Marmalade Play                  | 2013 | iOS, Android, BlackBerry 10, BlackBerry PlayBook OS, Tizen e Windows Phone                  |
| The Night is Grey                                           | Whalestork Interactive                 |                                              | 2024 | Windows e MacOS                                                                             |
| The Tartarus Key                                            | Vertical Reach                         | Armor Games Studios                          | 2023 | Nintendo Switch, PlayStation 4, Xbox One e Windows                                          |
| Traffix                                                     | Infinity Games e Nerd Monkeys          |                                              | 2019 | Nintendo Switch, Windows, MacOS, iOS e Android                                              |
| Trapped Dead: Lockdown                                      | Bigmoon Entertainment                  | Head Up Games                                | 2015 | Windows                                                                                     |
| Think Fast                                                  | Game Layers                            |                                              | 2018 | Android                                                                                     |
| Those Who Remain                                            | Camel101                               | Wired Productions                            | 2020 | Nintendo Switch, PlayStation 4, Xbox One e Windows                                          |
| To Bee or Not to Bee                                        | Wingz Studio                           |                                              | 2014 | MacOS e iOS                                                                                 |
| Townseek                                                    | Whales And Games                       | Super Rare Originals                         | 2023 | Windows e Linux                                                                             |
| Toy Shop Tycoon                                             | Seed Studios/GameInvest                | Codemasters e Majesco Entertainment          | 2008 | Nintendo DS                                                                                 |
| Treinador de Futebol                                        | Tiago Martins                          |                                              | 1989 | ZX Spectrum                                                                                 |
| TwinGo!                                                     | SpaceNoize                             | Chillingo                                    | 2012 | iOS                                                                                         |
| Under Siege                                                 | Seed Studios                           | Sony Computer Entertainment                  | 2011 | PlayStation 3                                                                               |
| Undercover                                                  | YDreams                                |                                              | 2003 | N-Gage                                                                                      |
| Universe 51: Tannhäuser Wars                                | Techframe Gaming                       |                                              | 2022 | Windows                                                                                     |
| Uranus                                                      | Not A Game Studio                      |                                              | 2020 | Nintendo Switch e Windows                                                                   |
| Vikings in Love                                             | Cabbageman                             |                                              | 2015 | Android                                                                                     |
| Voltaire: The Vegan Vampire                                 | Digitality Games                       | Freedom Games                                | 2023 | Windows                                                                                     |
| Volleyball Arena                                            | Miniclip Portugal                      | Miniclip                                     | 2022 | iOS e Android                                                                               |
| VRock                                                       | Adamastor Studio                       | Gammera Nest                                 | 2021 | PlayStation 4                                                                               |
| World Soccer Champs                                         | Monkey I-Brow Studios                  |                                              | 2020 | Android e iOS                                                                               |
| WRC3: FIA World Rally Championship                          | Bigmoon Entertainment                  | Milestone                                    | 2012 | PlayStation 3 e Xbox 360                                                                    |
| WRC 5                                                       | Bigmoon Entertainment                  | Kylotonn, Bigben Interactive                 | 2015 | PlayStation 4 e Xbox One                                                                    |
| WRC Shakedown                                               | Bigmoon Entertainment                  | Milestone                                    | 2013 | PlayStation 3, Xbox 360 e Windows                                                           |
| Yuso                                                        | Vertical Reach                         |                                              | 2018 | Nintendo Switch, Windows e Android                                                          |
| ZHED                                                        | Ground Control Studios                 |                                              | 2017 | Nintendo Switch, Windows, MacOS, iOS e Android                                              |